# 丹尼·兰扎特
丹尼·兰扎特（Denny Landzaat，1976年5月6日—），荷蘭足球運動員，司職中場。

## 生平

### 球會
早年
蘭扎特出身於荷蘭首都阿姆斯特丹一個印尼裔家庭，具印尼人血統。
蘭扎特年少時曾於荷蘭班霸阿積士青訓系統受訓，不過只為阿積士上陣過一場。之後他轉投多家國內中下游球會，如威廉二世、阿爾克馬爾。在這些球會，蘭扎特獲得了正選，其中在阿爾克馬爾他更取得了隊長一職。
韋根
2006年轉投英超下游球會韋根。其在英超第一個入球，是在2007年1月30日對陣雷丁時取得一個入球。然而由於韋根在英超只屬中下游，實力有限，蘭扎特在英超並沒有取得任何獎項，包括英超聯賽冠軍和足總盃，也沒有打入歐洲賽。至2007-08年球季結束，蘭扎特在韋根兩季裡打入了共5球。
飛燕諾
2008年蘭扎特返回荷蘭效力飛燕諾，簽約三年。不過三年間蘭扎特正選時間並不算多，其中第二季更只上陣7場聯賽，至第三季才有20場出場紀錄。
川迪
在與飛燕諾約滿後，蘭扎特於2010年與川迪簽約三年。效力首季上陣了7場聯賽，贏得了2011年荷蘭盃。這時蘭扎特已年屆35歲，而此後上陣時間漸少，第三季更只上陣7場聯賽。
威廉二世
2013年與川迪約滿，由於已37歲，蘭扎特有半年時間待業，沒其他球會斟介。直至2014年1月才與舊會威廉二世簽約半年。就在該球季末，蘭扎特宣佈退役。

### 國家隊
蘭扎特早於2001年已入選國家隊，曾出戰過2006年世界盃。